# گاوچاه کاظم بستک
گاوچاه کاظم یکی از بناهای تاریخی شهر بستک در استان هرمزگان است که قدمت آن به دوره صفویه می رسد و در شرق شهر بستک واقع شده است. این اثر در تاریخ ۲۴ اسفند ۱۳۸۳ با شمارهٔ ثبت ۱۵۳۶۵ به‌عنوان یکی از آثار ملی ایران به ثبت رسیده‌است.
یکی از روش‌هایی که در ایران برای بیرون آوردن آب از چاه‌ها به کار می بستند، استفاده از گاو‌ها بود. توانایی و قدرت انسان به حدی نیست که بتواند مقدار زیادی آب را با توجه به امکانات آن روزها بیرون بیاورد، در حالی که گاوها نه تنها قادر به انجام آن بودند بلکه ذات آرام و اهلی آنها، آسیبی به انسان و زمین‌های کشاورزی وارد نمی‌کرد. اکنون اما سال‌های زیادی است که تکنولوژی جای این حیوانات را در توسعه کشاورزی گرفته است اما همچنان سنت‌ها و روش‌های قدیمی به یاد کشاورزان، به خصوص آنهایی که سن و سال بیشتری دارند باقی مانده است. بسیاری از آنها نمی‌خواهند این سنت‌ها به دست فراموشی سپرده شوند بنابراین همچنان از این روش‌ها حتی به صورت نمادین بهره می‌برند. گاوچاه ورزنه در استان اصفهان یکی از اماکنی است که همچنان سنت خارج کردن آب توسط گاوها را به نمایش می‌گذارد که هر ساله گردشگران داخلی و خارجی زیادی را به خود جذب می‌کند.

## نگارخانه

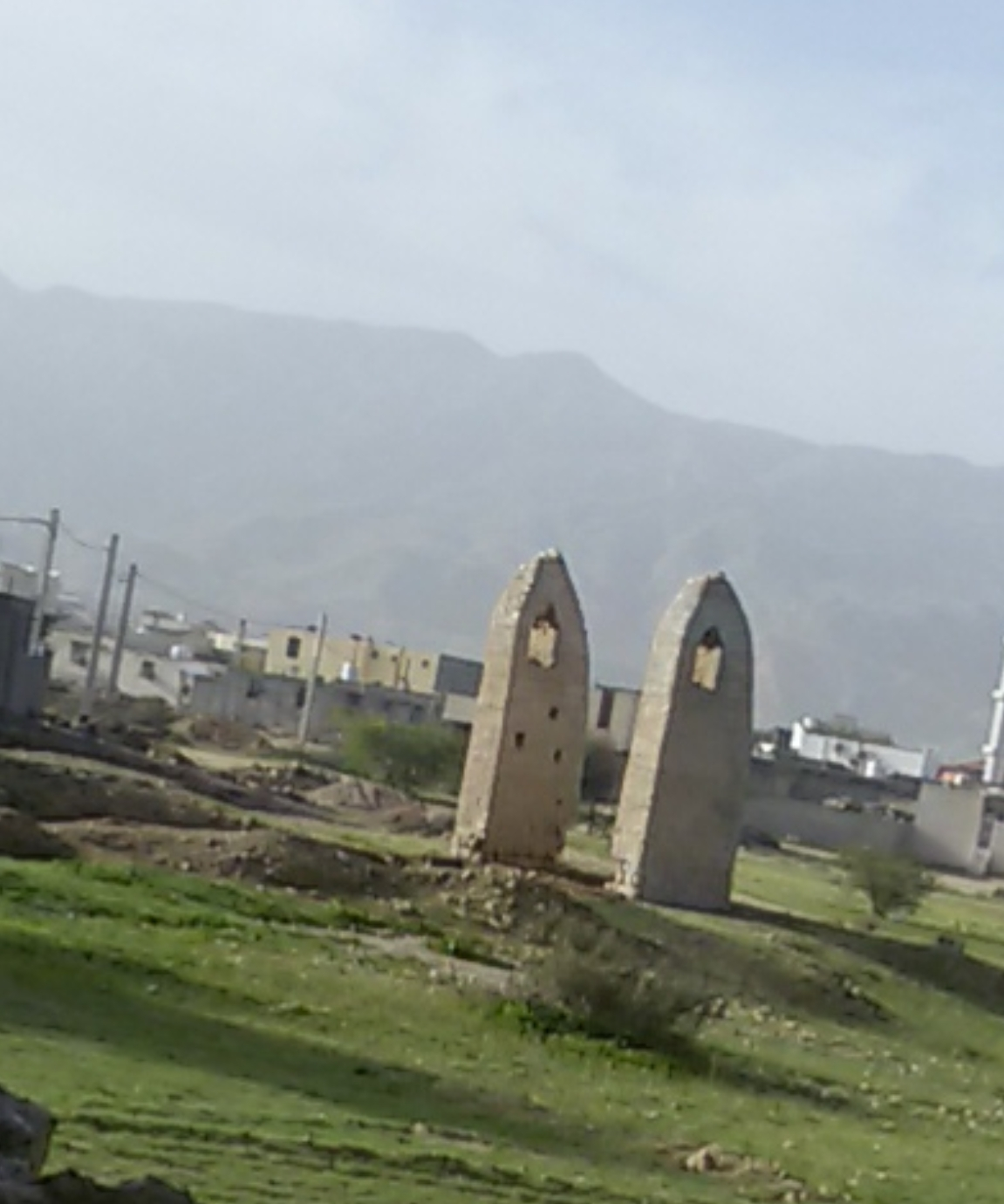
گاوچاه کاظم بستک